# Martin Friedli
Martin «Fred» Friedli (* 24. Mai 1974 in Thun) ist ein ehemaliger Schweizer Handballspieler.

## Leben
Martin Friedli lebt in Bern. 2015 gründete er seine eigene Firma, nebenbei engagiert er sich für die Nachwuchsförderung im Handball.

## Karriere
Friedli spielte von 1998 bis 2006 bei Wacker Thun und erzielte dabei in 322 Spielen 1'891 Tore. In den Saisons 2002/03 und 2005/06 gewann er zweimal den heutigen SHV-Cup (ehemals Landespokal). 2005 war er mit neun Toren massgeblich am überraschenden Gewinn des EHF Challenge Cups beteiligt. Seine letzte Saison absolvierte er 2006/07 beim BSV Bern (22 Spiele, 131 Tore), nachdem er zuvor eigentlich seinen Rücktritt bekannt gegeben hatte.
In der Saison 2002/03 wurde Friedli mit 236 Treffern Torschützenkönig der Nationalliga A, was einem Schnitt von 7,2 Toren pro Spiel entspricht. In der ewigen Torschützenliste der NLA befindet er sich auf Platz 4 mit einem Schnitt von 5,9 Toren pro Spiel. Für die Schweizer Nationalmannschaft lief Friedli 19 Mal auf und erzielte dabei 29 Tore.

## Erfolge und Auszeichnungen
- 2002: Gewinn des SHV-Cups mit Wacker Thun
- 2003: Topskorer Nationalliga A
- 2005: Gewinn des EHF Challenge Cups mit Wacker Thun
- 2006: Gewinn des SHV-Cups mit Wacker Thun
- 2017: Aufnahme in die Handball Hall of Fame